# Luscombe Aircraft
Luscombe Aircraft fue un constructor de aeronaves de los Estados Unidos de 1933 a 1950.

## Historia
Donald A. Luscombe fundó la compañía Luscombe Aircraft en 1933, en Kansas City (Misuri). Luscombe ya se había ganado una reputación como diseñador de aviones con la serie Monocoupe de aviones ligeros, pero se había dado cuenta de que el método de construcción de tubo y tela era demasiado caro e ineficiente. Hizo planes para crear un avión ligero de construcción metálica monocasco.
El primer avión de la nueva compañía fue el Luscombe Model 1, conocido comúnmente como Luscombe Phantom. Era un monoplano biplaza de ala alta, de construcción enteramente metálica (excepto el recubrimiento de tela del ala). El Phantom era difícil de aterrizar, y nunca fue un éxito financiero.
En el invierno de 1934/35, Luscombe Aircraft se trasladó a Trenton, Nueva Jersey, y se constituyó como la Luscombe Aircraft Development Corporation. Poco después, abrió la Luscombe School of Aeronautics. Los alumnos de la escuela trabajaban en la fábrica de Luscombe, y la escuela ayudó a financiar a la compañía de aviación durante muchos años.
En 1936, la compañía diseñó y comenzó a volar una versión simplificada del Phantom, conocida como Luscombe 90, o Model 4.
La Luscombe Aircraft Corporation fue reorganizada como una compañía de Nueva Jersey en 1937, y comenzó un nuevo diseño. El Luscombe 50 (Model 8) se convirtió en el producto más famoso de la compañía. El Certificado de Tipo del Model 8 es el A-694 y actualmente está en posesión de la Good Earthkeeping Organization, Inc. de Corona (California).
En 1946, Luscombe también presentó el modelo 11 de cuatro plazas, diseñado según las especificaciones producidas por los Flying Farmers of America.
La empresa se declaró en bancarrota en 1948 y sus bienes fueron comprados el siguiente año por TEMCO.

## Aviones
| Nombre           | Primer vuelo | Ejemplares construidos | Tipo                        |
| ---------------- | ------------ | ---------------------- | --------------------------- |
| Luscombe Phantom | 1934         | 25                     | Aeroplano de cabina biplaza |
| Luscombe 4       | 1937         | 6                      | Aeroplano civil utilitario  |
| Luscombe 8       | 1937         | 5867                   | Aeroplano civil utilitario  |
| Luscombe 10      | 1945         | 1                      | Aeroplano deportivo         |
| Luscombe 11      | 1946         | 90                     | Aeroplano ligero de turismo |

## Producción del 8-F
Cuando TEMCO de Dallas, Texas, decidió parar la producción, las herramientas, piezas y otros bienes de Luscombe fueron comprados por Otis Massey. Massey había sido un distribuidor de Luscombe desde los años 30. Su nueva aventura abrió en Fort Collins (Colorado), como Silvaire Aircraft and Uranium Corp. De 1956 a 1961, esta empresa produjo 80 aviones. La marca y modelo de los 80 ejemplares fue Silvaire 8-F, con "Luscombe" mostrado, entre comillas, en los folletos de la empresa. Solo se construyó un único avión en 1956, el N9900C, número de serie S-1. El N9900C voló por primera vez el 10 de septiembre de 1956 y fue vendido, según la base de datos de aviones de la FAA, a un distribuidor, Boggs Flying Brokers, en California, la siguiente primavera. Se construyeron seis aviones en 1957 (números de serie S-2 a S-7). Los números de serie S-2 y S-3 fueron enviados, en un avión C-46, a Buenos Aires, Argentina. El primer avión fue construido con piezas de repuesto o piezas del Material Review Board (MRB), pero que procedían de la anterior producción de TEMCO. TEMCO suministró suficiente inventario para completar aproximadamente cuatro aviones (Swick, 2005).